# Kombinat Verbundnetze Energie
Das VE Kombinat Verbundnetze Energie Berlin (KVE) war ein Kombinat in der Deutschen Demokratischen Republik.
Das Kombinat war über den Stammbetrieb VEB Verbundnetz Elektroenergie Berlin der staatliche Betreiber der Übertragungsnetze der DDR. Bis zum Jahr 1969 waren das Verbundnetz Elektroenergie (VNE) und das Verbundnetz Gas (VNG) im VEB Verbundnetz zusammengeschlossen. Der Verbundnetz Gas Berlin wurde später dem Gaskombinat Schwarze Pumpe angeschlossen.
Der VEB Energiebau Radebeul war für die Bauprojektierung und -ausführung von Energieanlagen wie Übertragungsleitungen, Schaltanlagen und Umspannwerken zuständig. Über den VEB Wärmeanlagenbau „Deutsch-Sowjetische Freundschaft“ Berlin wurden derweil Bauprojektierung und -ausführung von Heizkraftwerken und Fernwärmeleitungen durchgeführt.
Das Kombinat entstand 1980 als Nachfolger der VVB Energieversorgung, die ihrerseits 1953 die VVB Verbundwirtschaft als übergeordnete Einrichtung der Energieversorgungsbetriebe ablöste. Das VE Kombinat Verbundnetze Energie Berlin unterstand dem Ministerium für Kohle und Energie. Weitere zentral geleitete Kombinate im Zuständigkeitsbereich dieses Ministeriums sind in der Liste von Kombinaten der DDR aufgeführt.

## Auflösung und Verbleib der Kombinatsbetriebe
Im Zuge der Wende und der anschließenden Wiedervereinigung wurde das Kombinat 1990 aufgelöst, und seine Betriebe wurden privatisiert.
Im Zuge der Privatisierung wurde im März 1990 der Stammbetrieb des Kombinats in die Verbundnetz Elektroenergie AG überführt. Anfang 1991 fusionierte diese Gesellschaft mit der Vereinigte Kraftwerks-AG – dem privatisierten Nachfolger des Kombinats Braunkohlekraftwerke – zur Vereinigten Energiewerke AG (VEAG). Im Jahr 1994 wurde die VEAG durch ein Konsortium westdeutscher Energiekonzerne übernommen. 2002 ging die VEAG schließlich in der Vattenfall (Deutschland) auf.
Der volkseigene Betrieb Wärmeanlagenbau Berlin (WBB) mit rund 1200 Mitarbeitern wurde separat privatisiert und in die Wärmeanlagen Berlin GmbH überführt. Die Umstände seiner Privatisierung wurden zu einem der größten Skandale der Treuhandanstalt: Michael Rottmann – Prokurist der Deutschen Babcock – wurde 1991 mit der Analyse der wirtschaftlichen Situation der Wärmeanlagen Berlin GmbH beauftragt, um einen Verkauf der Gesellschaft an Babcock vorzubereiten. In Berlin verbündete sich Rottmann zur Erzielung eines persönlichen Vorteils mit den Geschäftsführern der WBB und stellte die finanzielle Situation des Unternehmens gegenüber der Babcock künstlich schlechter dar, sodass dieser Investor absprang. Im Anschluss übernahm Rottmann das Unternehmen zusammen mit seinen Komplizen über eine Schweizer Strohmann-Firma und veruntreute das Vermögen der WBB zu seinen Gunsten. Im Jahr 2000 wurde Rottmann in der Nähe von London verhaftet und 2009 an die Bundesrepublik ausgeliefert. Eine anfängliche Verurteilung zu drei Jahren und neun Monaten Haft wurde 2010 aufgrund von Verjährung aufgehoben. In einem zivilrechtlichen Prozess einigte sich Rottmann 2005 zu einem Vergleich in Höhe von 20 Millionen Euro und meldete im selben Jahr Privatinsolvenz an.
Der Kombinatsbetrieb VEB Energiebau Radebeul wurde 1990 an ABB veräußert.

## Zugehörige Betriebe
Zum Kombinat gehörten zuletzt die folgenden Betriebe:
- VEB Verbundnetz Elektroenergie Berlin (VNE); (Stammbetrieb)
- VEB Energiebau Radebeul
- VEB Institut für Energieversorgung Dresden
- VEB Wärmeanlagenbau „Deutsch-Sowjetische Freundschaft“ Berlin (WBB)